# Erik Brandt (skulptör)

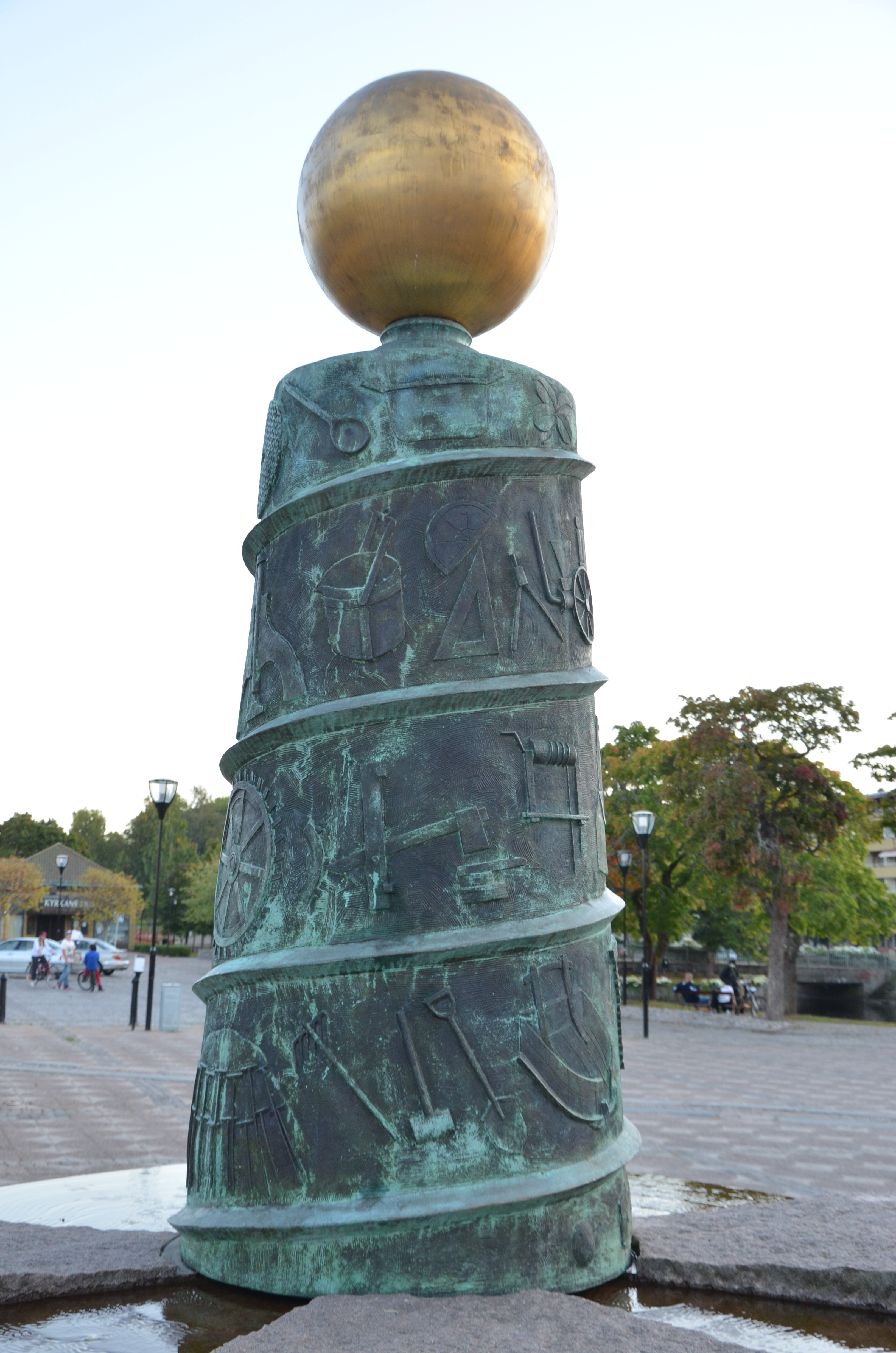
Ärepelaren i Filipstad

Erik Christian Brandt, född 1937, är en dansk skulptör och fotograf.
Erik Brandt är uppvuxen i Assens på västra Fyn, där han också bor och arbetar idag. Han utbildade sig på Det Fynske Kunstakademi i Odense 1953-60 för Kaj Kylborg.
Han började sin yrkesbana som jordbrukare på sin fäderneärvda gård.
Erik Brandt är gift med textilkonstnären Anne Marie Egemose.

## Offentliga verk i urval
- granitfontän, 1987, Dalum Landbrugsskole i Odense i Danmark
- Skovkilden, 1989, Frueløkke, Åbenrå i Danmark
- Skib, marmor, 1994, i biblioteket i Roskilde i Danmark, Dronning Margrethesvej 14
- Ärepelaren, brons, 1995, Stora Torget i Filipstad
- Midtfynsstenen, granit, 1996, Torget, Ringe på Fyn i Danmark
- Relief med vattenkonst, granit, 1997, Munkehatten, Odense i Danmark
- Langeskovporten, 2005, Langeskov i Danmark
- Egtvedstenen, 2008,  Egtved i Danmark
- Spire, Adelgade 8 i Kalundborg i Danmark